# Hönne
De Hönne is een Duitse rivier die ontspringt bij Neuenrade in Noordrijn-Westfalen.
De ongeveer dertig kilometer lange zijrivier van de Ruhr stroomt door de heuvels van het noordelijke Sauerland en de steden Balve en Menden, alvorens uit te monden in de Ruhr bij Fröndenberg. Door een deel van het dal loopt de Bundesstraße 515, alsmede de Hönnetalbahn, een spoorlijn.
Bij lage waterstanden verdwijnt de rivier soms geheel in de ondergrond en stroomt dan door de kalksteengrotten onder het oppervlak. Dit fenomeen is meermalen onderzocht door het water van de rivier van een kleurstof te voorzien.
Het dal dat de rivier heeft uitgesleten, is een smal kalksteendal met hoge rotsen. Vooral het gedeelte tussen Balve en Lendringsen (Menden) is landschappelijk interessant, daar heeft de rivier zich zo'n 60 meter diep ingesneden in de Devonische kalksteen. Hierbij zijn verscheidene grotten ontstaan, waaronder de Balver Höhle en de Reckenhöhle. Blijkens archeologische vondsten werden in de Oude Steentijd sommige van deze grotten door mensen als onderkomen gebruikt. Deze grotten trekken veel toeristen.
De Hönne was in en kort na de middeleeuwen lange tijd grensrivier tussen het graafschap Mark (westzijde) en het Keurvorstendom Keulen (oostzijde). Kasteel Klusenstein (1353) was een van de burchten, gebouwd om militaire controle over het dal te hebben. In de 15e t/m de 18e eeuw is er diverse malen oorlog gevoerd om dit strategisch belangrijke dal.

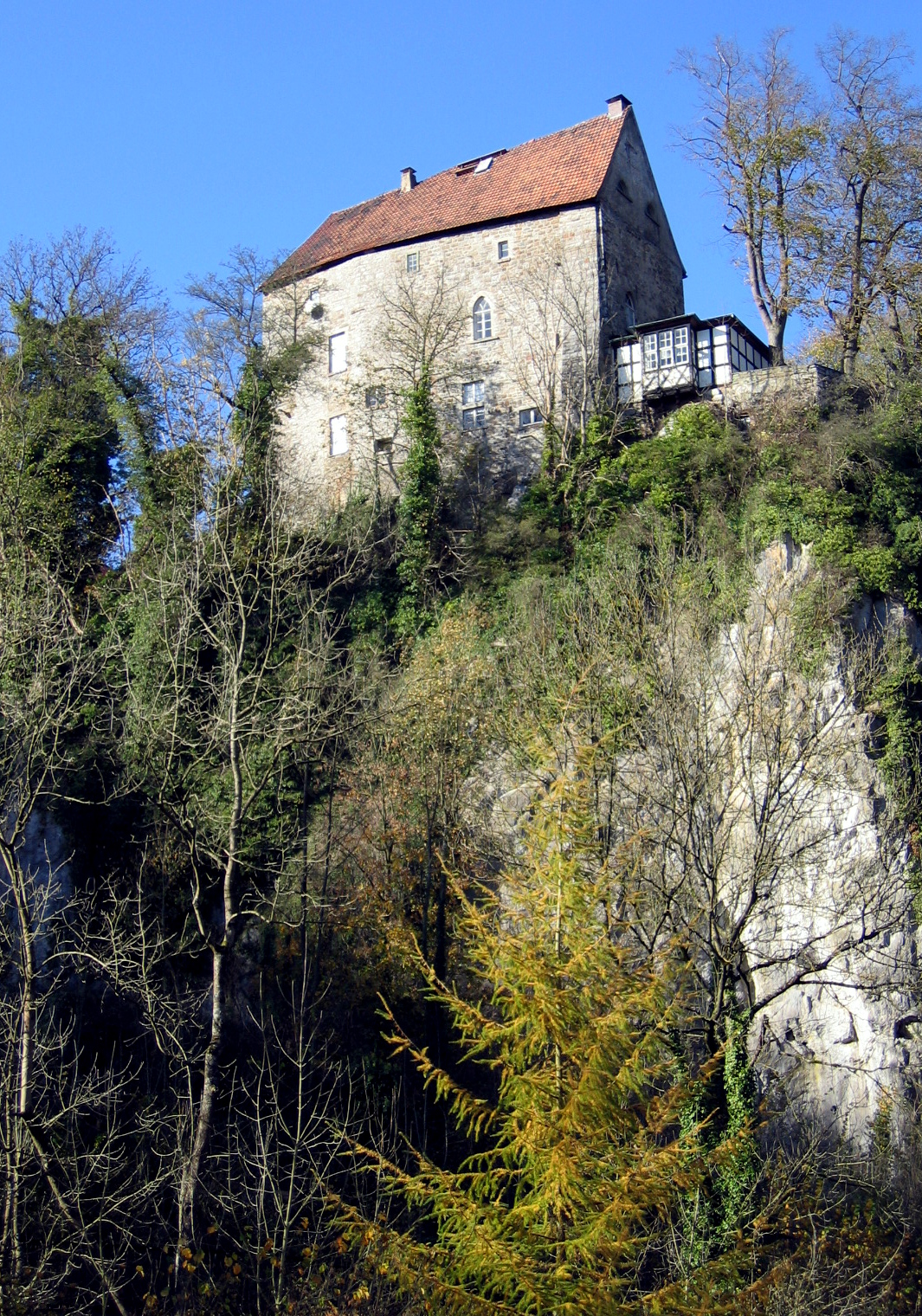
Burg Klusenstein (1353) aan de westoever van de Hönne (gem. Hemer)
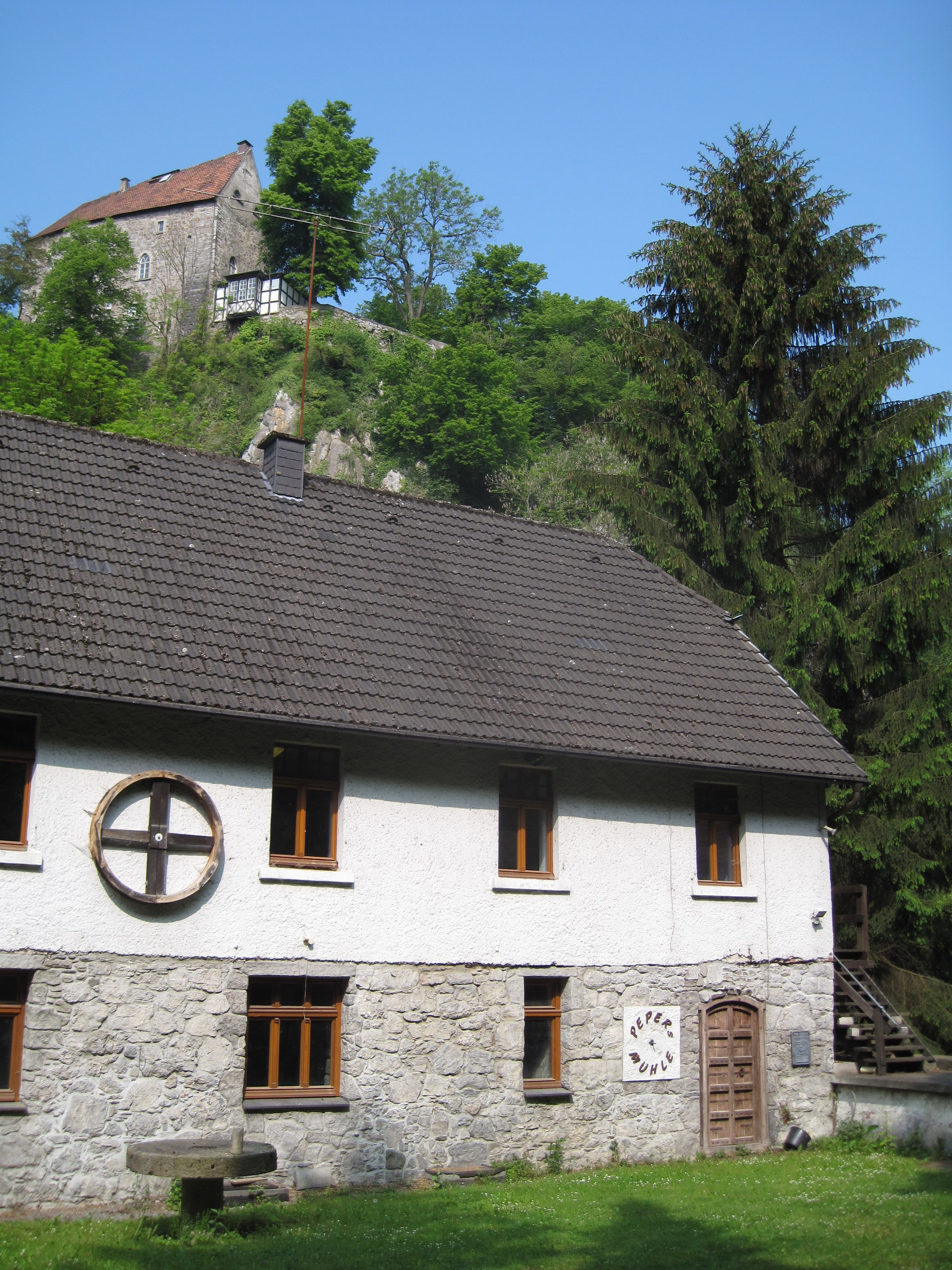
Klusensteiner watermolen aan de oostoever van de Höhne; op de achtergrond het kasteel
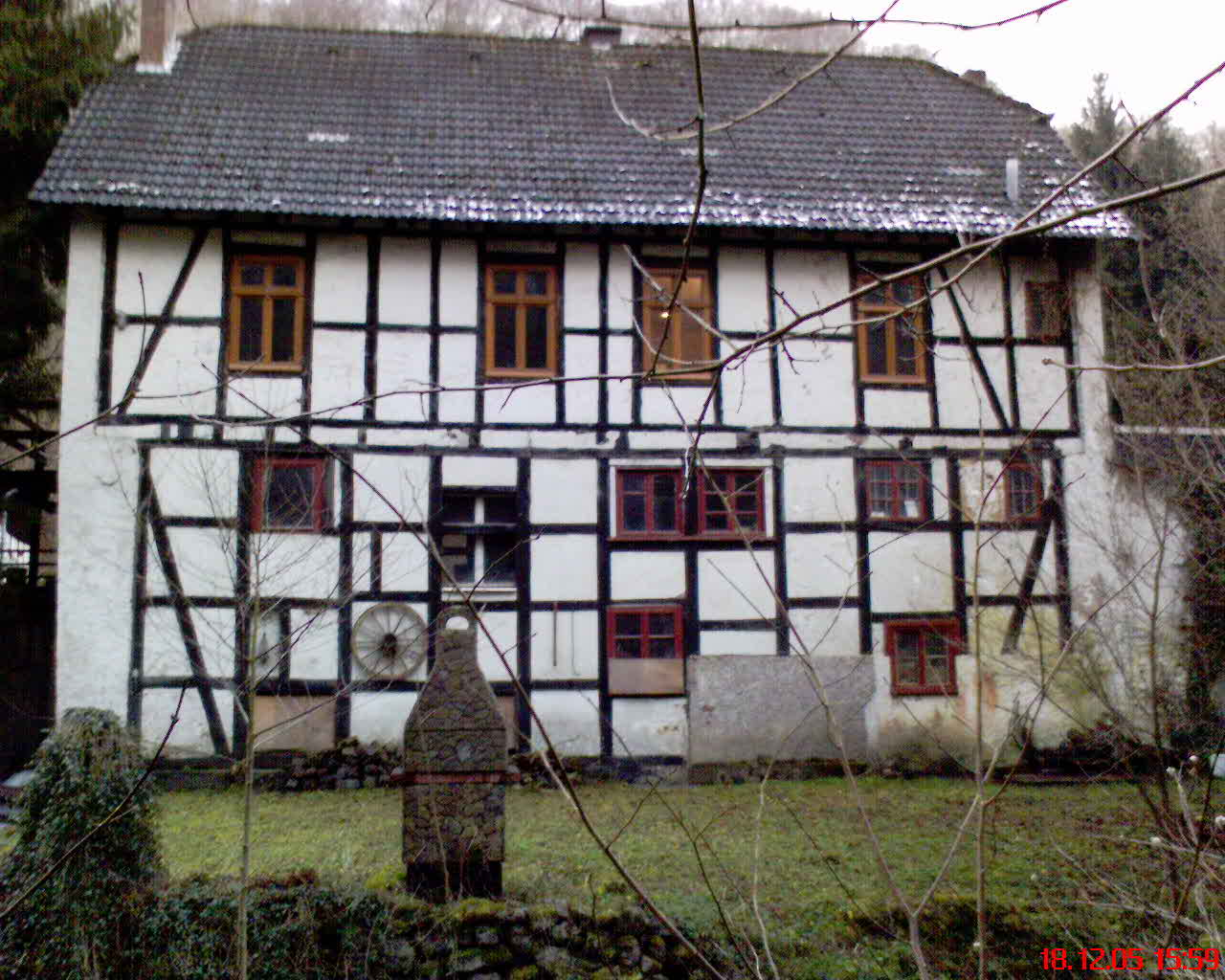
Klusensteiner watermolen, gezien vanuit het westen (gem. Balve)
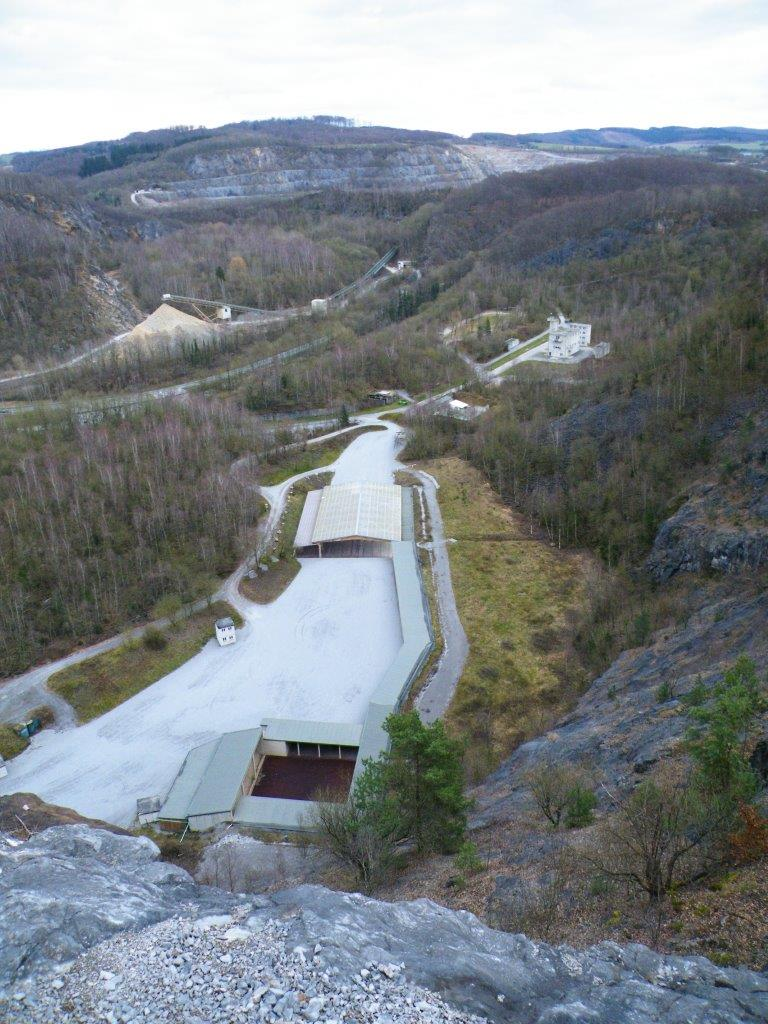
Groeve Emil, in 1944-1945 nazi-werkkamp, nu trainingscentrum voor speciale politie-eenheden
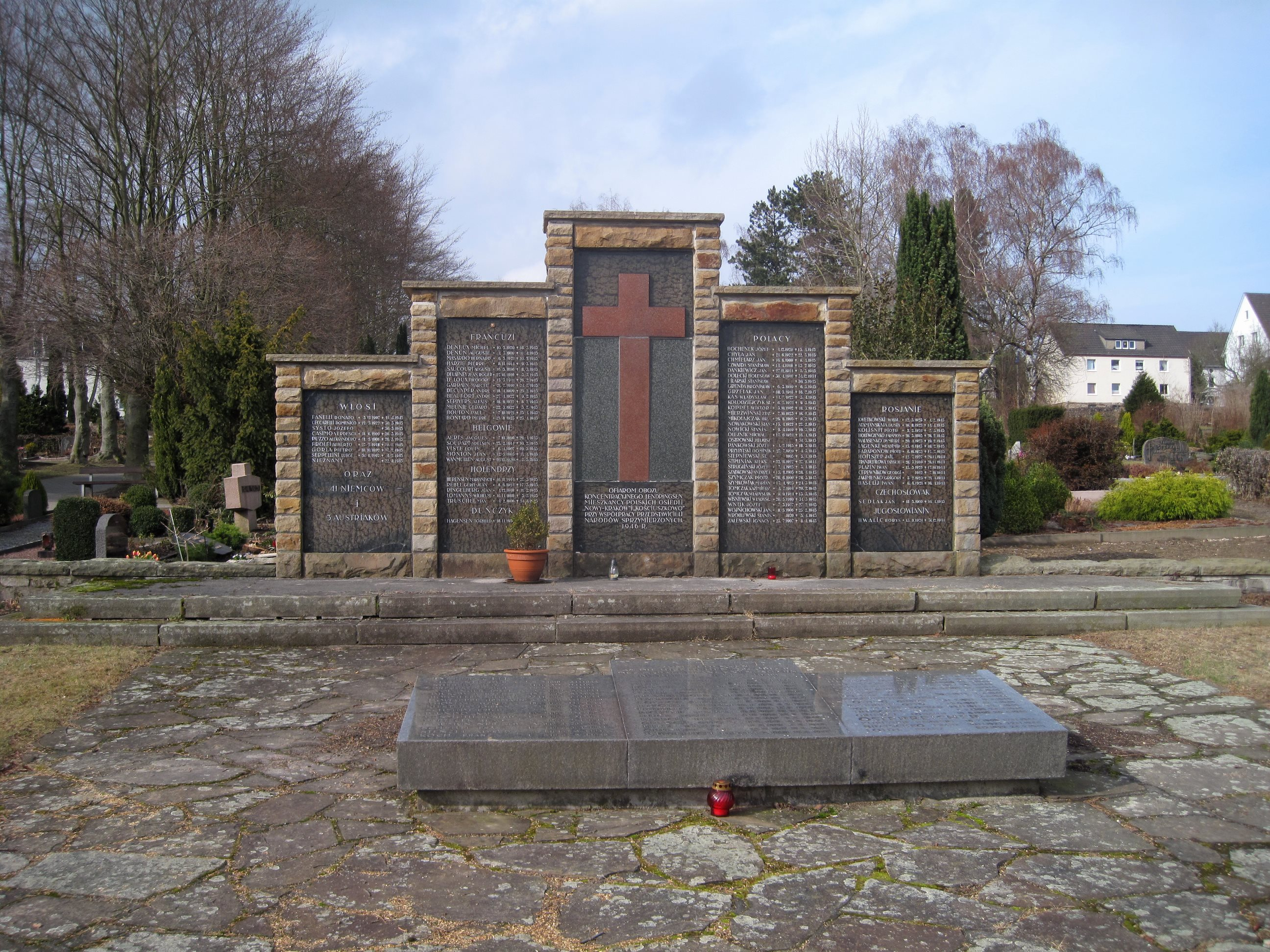
Lendringsen ( gem. Menden), gedenksteen voor de doden (1944-1945) van Schwalbe I

## Conflict tussen natuur-/cultuurbelang en industriële behoefte
Al in 1913 ontstond de behoefte, het dal van de Hönne onder natuurbescherming te plaatsen. Vanaf het eind van de 19e eeuw waren er in de streek grote kalksteengroeven ontstaan, in 1912 was er een spoorlijn doorheen gelegd, en men wilde ook het gesteente langs het smalle dal industrieel winnen. Dan zouden de voor de wetenschappelijke studie van de prehistorie belangrijke grotten, en de fraaie, door landschapsschilders en andere kunstenaars en door toeristen intussen ook ontdekte rotsformaties voorgoed verloren zijn gegaan.
De actie had succes. De kalkwinning laat nu een strook van een paar kilometer langs het riviertje ongemoeld.
Dit is goed te zien nabij Kasteel Klusenstein en de Klusensteiner Mühle daartegenover; twee km ten oosten daarvan ligt thans het gebied van de kalksteengroeve, te zien als een enorm, inmiddels voor een klein deel met water opgevuld gat in het gebergte.
Ten noorden hiervan, bij Hüingsen (gemeente Menden (Sauerland)) en het daartegenover gelegen Oberrödinghausen, is het landschap van het dal wel aan de kalksteenwinning ten offer gevallen.

## Nazi-tijd
In dit gebied, op de grens van de huidige gemeentes Hemer en Menden, werd onder het nazi-regiem in de zomer van 1944 in opdracht van een bruinkoolmijnbedrijf door de Organisation Todt een groot project voor ondergrondse industrie opgestart. In 1943 was al een geologisch haalbaarheidsonderzoek hiervoor met een positief advies afgesloten.
Het was de bedoeling, in de zomer van 1945 een aantal zware industrieën, waaronder een olieraffinaderij, van het nabije Ruhrgebied, dat steeds weer door de geallieerden gebombardeerd werd, naar deze ondergrondse en dus bomvrije locatie (Schwalbe I) te verplaatsen. Tienduizenden dwangarbeiders, mensen uit werk- en concentratiekampen, maar ook Duitse soldaten en mijnwerkers werden aan het graven en hakken gezet, vaak onder mensonterende omstandigheden. Overal in het Hönnedal, van Balve tot Fröndenberg, hebben kleine, provisorische werkkampen, of alleen losse barakken, gestaan. Eind maart 1945 werd het project onder geallieerde militaire dreiging opgegeven. Er werden 850 gevangenen op een Todesmarsch gestuurd, met diverse concentratiekampen als beoogd doel. Toen de gevangenen de gevangenis van Werl hadden bereikt, werden ze door de opgerukte Amerikanen bevrijd. Nog 450 gevangenen, die te zwak waren om de mars te lopen, werden half april bevrijd. Ter herinnering aan de meer dan 100 dodelijke slachtoffers van dit project is een monument opgericht.
Het in de gemeente Hemer gelegen gedeelte van dit terrein, groeve Emil, is intact gebleven en is nu een politie-trainingscentrum.
- Gemeinsame Normdatei: 4089259-1